# Hadj El Anka
El Hadj M'hamed El Anka (en arabe : الحاج محمد العنقى), de son vrai nom Mohammed Idir Halo (en kabyle: Muḥend Yidir Halo, en arabe : محمد إيدير حالو), né à la casbah d'Alger le 20 mai 1907 au sein d'une famille originaire d'Azeffoun et mort le 23 novembre 1978, est un musicien algérien considéré comme le précurseur et le maître de la chanson chaâbi.
Il est le père de Mustapha El Anka, Sid Ali Halo et Abdel Hadi Halo.

## Biographie

### Enfance
Mohamed Idir Aït Ouarab dit Hadj M'Hamed El Anka (Le Phénix), également surnommé "Le cardinal de la chanson Chaabi, est né rue Marengo à Bab el Jdid dans la haute Casbah et a grandi dans une maison au 4 rue de Tombouctou, au sein d'une famille modeste, originaire de Aït Djennad (commune de Freha, Aarch Aït Djennad, Wilaya de Tizi-Ouzou). L'histoire raconte que son père Mohamed Ben Hadj Saîd, souffrant le jour de sa naissance, dut être suppléé par un parent maternel pour la déclaration à l'état civil. C'est ainsi que naquit un quiproquo au sujet du nom patronymique d'El Anka. Son oncle maternel se présente en tant que tel ; il dit en arabe « Ana Khalo » (Je suis son oncle) et c'est de cette manière que le préposé inscrivit « Halo », devenant ainsi Halo Mohamed Idir. Ce n'est cependant qu'une rumeur puisqu'El Anka était précédé de deux sœurs toutes deux inscrites sous le nom de Halo.
Sa mère Fatma Bouchène Bent Boudjemaâ, native d'Alger et d'origine kabyle, l'entourait de toute l'affection qu'une mère pouvait donner. Elle était attentive à son éducation et à son instruction. Entre 1912 à 1918, il reçut son éducation dans trois écoles différentes: l'école coranique sise chez Chikh si Mohand Arezki à Bir Djebbah (1912-1914), l'école Brahim Fatah (Casbah) de 1914 à 1917 puis à l'école normale de Bouzareah jusqu'en 1919. Contraint de travailler, il dut écourter sa scolarité peu avant l'âge de onze ans.

### Apprentissage
C'est sur recommandation de Si Saïd Larbi, un musicien de renom, jouant au sein de l'orchestre de Mustapha Nador à Alger, que le jeune M'hamed obtient le privilège d'assister aux fêtes animées par ce maître qu'il vénérait. C'est ainsi que durant le mois de ramadan de l'année 1917, le cheïkh remarque le jeune M'hamed et son sens du rythme et lui permet de tenir le tar au sein de son orchestre. À partir de là, ce fut Kéhioudji (Ayad Mohamed), un demi-frère de Hadj M'rizek, qui le reçut en qualité de musicien à plein temps au sein de l'orchestre qui animait les cérémonies de henné réservées généralement aux artistes débutants.
Après le décès de Cheïkh El Nadhor (de son vrai nom Saidji) en 1925 à Cherchell, ville d'origine de son épouse où il venait juste de s'installer, il participe aux cours de chant prodigués par le cheïkh Reghai Abderrahmane (Abderrahmane Saidi), enseignement qu'il suivit avec assiduité de 1927 à 1932.

### La naissance du chaâbi
À la mort de cheïkh El Nadhor, El Anka, alors âgé de 18 ans, prend le relais dans l'animation des fêtes familiales. L'orchestre était constitué de Si Said Larbi, d'Omar BéBéo (Slimane Allane) et de Mustapha Oulid El Meddah entre autres. M’hamed El Meddah, son nom de scène, ose de nouvelles touches et une nouvelle façon de jouer les « istikhbarates » ou préludes des « qasidates » ce qui lui vaudra, de la part des maîtres de l'arabo-andalou fidèles à la tradition avec toute sa rigueur et qui voyaient d’un mauvais œil la transgression de cet art par ce jeune, le sobriquet de cheïkh El Harras (le casseur).
1928 est une année charnière dans sa carrière puisqu'elle est celle où il rencontre ses premiers succès auprès grand public. Il enregistre 27 disques 78 tours chez Columbia Records, son premier éditeur et prend part aussi à l'inauguration de la Radio PTT Alger. Ces deux événements vont le propulser au-devant de la scène à travers tout le pays et même au-delà.
Au début des années 1930, El Anka était connu vu que les anciens Meddah n'ont pas enregistré de disques mis à part les 4 textes profanes enregistrées sur disques en 1924 par Saïd El Meddah de son vrai nom Malek Saïd. Sa popularité favorisée par les moyens modernes du phonographe et de la radio, allait de plus en plus grandissante. C'est à cette époque qu'il a introduit dans les orchestres medh plusieurs instruments le banjo, la derbouka, le pianoetc. Il demande à l'artisan-luthier, Jean Bellido, pied-noir originaire d'Espagne dont l'atelier était installé à Bab-El-Oued, de redessiner sa demi-mandoline en allongeant le manche tout en agrandissant la table d'harmonie. Le résultat aboutit au mandole typiquement algérien que nous connaissons aujourd'hui. Ainsi retravaillé le mandole permet une facilité dans le jeu de basse et une coordination entre les notes aigües et graves. La variation des airs et la richesse d'improvisation commencent à étonner et à plaire. En 1932, le sultan du Maroc, Mohammed V, le convie à Fête du Trône. Dès son retour de La Mecque en 1937, il reprend ses tournées en Algérie et en France et renouvelle sa formation en intégrant Hadj Brahmane Guechoud, Kaddour Cherchali (Abdelkader Bouhraoua décédé en 1968 à Alger), Chaabane Chaouch et Rachid Rebah au tar en remplacement de Cheïkh Hadj Menouar. Au lendemain de la Seconde Guerre mondiale, et après une période jugée difficile par certains proches du cheïkh, El Hadj M'Hamed El Anka va être convié à diriger la première grande formation de musique populaire de Radio Alger à peine naissante et succédant à Radio Pilulaire qui allait devenir, à partir de 1946, « chaâbi » grâce à la grande notoriété de son promoteur, El Anka. En 1949, Il rencontre le cheikh Driss El Alami à Fès d’où il ramène plusieurs qaçidate dont la fameuse «Ya el hadi aïn errahma».
Mustapha Skandrani était son chef d'orchestre.

### Le maître
En 1955, il fait son entrée au Conservatoire municipal d'Alger en qualité de professeur chargé de l'enseignement du chaabi. Ses premiers élèves vont devenir tous des cheïkhs à leur tour, assurant ainsi la relève, comme Amar Lachab, Ahcène Said, Rachid Souki. La grande innovation apportée par El-Hadj El-Anka est la note de fraîcheur introduite dans une musique réputée monovocale qui ne répondait plus au goût du jour. Son jeu instrumental devient plus pétillant, allégé de sa nonchalance. Sa manière de mettre la mélodie au service du verbe était tout simplement unique. À titre indicatif, El Hadj El Lanka a interprété près de 360 poésies (qassaïd) et produit environ 130 disques. Après Columbarium, il réalise avec Algérienne une dizaine de 78 tours en 1932 et une autre dizaine avec Polygone.
Parvenu au terme d'une carrière longue de plus d'un demi-siècle, El Anka donna ses deux derniers concerts en 1976 à Cherchell puis en 1977 à El-Biar. Il joua jusqu'à l'aube lors de ces deux ultimes soirées, respectivement pour le mariage du petit-fils de son maître Cheïkh Mustapha Nador ainsi que chez des familles qui lui étaient très chères de sa carrière jusqu'à l'aube. 
Il meurt le 23 novembre 1978, à Alger et est enterré au cimetière El Kettar à Alger.

## Décorations
- Athir de l'ordre du Mérite national d'Algérie.